# Raphaël Lubaki Nganga
Raphaël Lubaki Nganga (* 1. Januar 1934 in Mindouli, Zaire; † 26. März 1987 in Matadi, Bas-Zaire) war Bischof von Matadi.

## Leben
Raphaël Lubaki Nganga empfing am 23. Juni 1963 durch den Bischof von Matadi, Alphonse Marie Van den Bosch CSsR, das Sakrament der Priesterweihe.
Am 24. April 1971 ernannte ihn Papst Paul VI. zum Titularbischof von Cenculiana und bestellte ihn zum Koadjutorbischof von Matadi. Der Erzbischof von Kinshasa, Joseph-Albert Kardinal Malula, spendete ihm am 4. Juli desselben Jahres in der Kathedrale Notre-Dame Médiatrice de toutes les Grâces in Matadi die Bischofsweihe; Mitkonsekratoren waren der Bischof von Matadi, Simon N’Zita Wa Ne Malanda, und der Bischof von Kisantu, Pierre Kimbondo.
Am 8. März 1985 wurde Raphaël Lubaki Nganga in Nachfolge des emeritierten Simon N’Zita Wa Ne Malanda Bischof von Matadi.